# Sam Abrams
Sam Abrams o D. Sam Abrams (nom complet: Donald Samuel Abrams Levy, Beckley, Virgínia Occidental, 1952) és un poeta, assagista, traductor i crític literari estatunidenc.

## Biografia
S'establí a Catalunya als anys 1970 i es llicencià en Filologia Hispànica per la Universitat Autònoma de Barcelona. Ha exercit la docència, ha estat secretari del PEN català, ha traduït una vintena de volums de poesia catalana moderna a l'anglès i ha introduït poetes anglosaxons poc coneguts. Ha participat en l'edició d'obres per a Edicions 62. El 1998, rebé un dels Premis d'Actuació Cívica atorgats per la Fundació Lluís Carulla. Darrerament, ha catalogat la biblioteca de Gerald Brenan.
Com a poeta ha publicat, entre d'altres, Calculations... (1997), i Into Footnotes All Their Lust (Tot el desig a peu de plana, 2002).
Ha tingut cura de les antologies poètiques Poesia anglesa i nord-americana contemporània (1994), Oda a un ase i altres poemes, (1999), T'estimo. Més de cent poemes d'amor i desig (2002) i Tenebra blanca (2001), la primera antologia de poemes en prosa de la literatura catalana contemporània.
En el camp de la narrativa, ha tingut cura del recull de textos sobre Catalunya escrits per estrangers, La mirada estrangera (2005). Inclou textos de Cervantes, Hans Christian Andersen, Prosper Mérimée, George Sand, Gertrude Stein, Max Jacob, Eugenio Montale, Dorothy Parker, Jorge Luis Borges, Federico García Lorca, Rafael Alberti, Walter Benjamin, Robert Graves, Ernest Hemingway, Jean Genet, Gabriel García Márquez, Pier Vittorio Tondelli, etc.
Ha estat curador també de diverses edicions crítiques, com ara Àlbum Ràfols-Casamada: veure és sentir; Dietaris de Marià Manent i El llarg dinar de Nadal de Thornton Wilder. És codirector de la col·lecció Clàssics de Proa i Calaix de Versos d'Eumo. També col·labora amb la premsa diària.
Amic personal de Maria Àngels Anglada, va prologar l'edició de la seva obra poètica completa, publicada el 2010, en el desè aniversari de la mort de la poeta, per a Edicions Vitel·la.
Ha traduït de l'anglès al català, a vegades en col·laboració amb autors catalans, autors com ara Charles Darwin, Emily Dickinson, Thomas Hardy, Thornton Wilder, Gertrude Stein, Robert Frost, Elizabeth Bishop o Charles Olson.

## Obres

### Poesia
- Calculations... (Barcelona: Edicions Proa, 1997).
- Into Footnotes All Their Lust / Tot el desig a peu de plana, edició bilingüe, versió catalana d'Enric Sòria i l'autor (Barcelona: Edicions Proa, 2002), ISBN 978-84-8437-552-4.
- The weeping angel / L'àngel que plora (Barcelona: Edicions Proa, 2010?).

### Assaig, crítica literària
- Àlbum Ràfols-Casamada: veure és sentir (Barcelona: Fundació EINA i Quaderns Crema, 1994), ISBN 978-84-7727-119-2, ISBN 8477271194.
- Literatura i el món de l'esperit.
- Oh! Uclés, catàleg d'obres del Josep Uclès amb textos de Josep Uclès, Sam Abrams, Vicenç Altaió, Matthew Tree, Maria Mercè Marçal, Julià de Jòdar (El Vendrell: March Editors, 2007), ISBN 978-84-96638-07-5.
- Llegir Maragall, ara (Barcelona: Edicions Proa, 2010), ISBN 978-84-7588-212-3, sobre l'obra poètica de Joan Maragall.
- Vendre l'article (Ciutat de Mallorca: Editorial Moll, 2010), recull dels seus articles d'opinió publicats al diari Avui.
- El compromís amb la literatura (Mallorca: Lleonard Muntaner, 2023)

### Edicions crítiques
- Cròniques bàrbares, de Bartomeu Fiol (Barcelona: Proa, 1999)
- Obres Completes de Marià Manent. Vol 1: Dietaris, a cura de D. Sam Abrams (Barcelona: Edicions 62, 2000), ISBN 9788429745405.
- Cants espirituals catalans, estudi i antologia a cura de Sam Abrams (Barcelona: Fundació Joan Maragall, Editorial Claret, Quaderns de la Fundació Joan Maragall, núm. 57, 2001), 46 pp, ISBN 84-8297-527-7.
- Trist el qui mai no ha perdut per amor una casa, antologia de Joan Margarit (Barcelona: Edicions Proa, 2003), ISBN 8484376273, ISBN 978-8484376279.
- Autobiografia i Cartes des del Beagle, de Charles Darwin (Barcelona: Viena, 2009)
- La pau dels orígens. Homenatge a Isidor Cònsul, a cura de D. Sam Abrams (Barcelona: Grup62, 2011), ISBN 847588251X, ISBN 978-8475882512, col·lecció d'escrits sobre aquest editor, crític literari i escriptor.
- Jo era en el cant. Obra poètica completa de Clementina Arderiu (Barcelona: Labutxaca, 2012)
- Marbre d'aire. Antologia de Joan Margarit (Andorra: Editorial Andorra, 2012)
- Una veu et crida. Obra completa de Joan Teixidor. Introducció, edició i notes (Girona: Curbet, 2013)
- Poesia completa. Gerard Vergés (Barcelona: Labutxaca, 2014)
- L'arbre de foc, d'Agustí Bartra. Pròleg (Martorell: Adesiara, 2015)
- Matar el Gos Negre, de Les Murray. Pròleg. Traducció de Jordi Nopca (Barcelona: Días Contados, 2017)
- Tots els sonets, de William Shakespeare. Pròleg. Traducció de Gerard Vergés (Martorell: Adesiara, 2017)
- La corda fluixa, de Manuel Ibáñez Escofet. Antologia i pròleg (Barcelona: Pòrtic, 2017)
- Res, de Mircea Cartarescu (Palma: Lleonard Muntaner, 2018)
- Estructures en la boira. Antologia de Wallace Stevens. Pròleg (Barcelona: Godall, 2018)
- Ecce homo, d'Agustí Bartra. Pròleg (Palma: Lleonard Muntaner, 2018)
- Planeta vida. Poesia completa de Jordi Carrió (Girona: Curbet, 2018)
- El colós, de Sylvia Plath. Pròleg (Barcelona: Cafè Central, 2019)
- Tres assaigs, de Jaume Cabré. Pròleg (Barcelona: Proa, 2019)
- La claror del juliol i Estius de Favinyana, de Vicenç Villatoro. Pròleg (Barcelona: Proa, 2020)
- Elegies de Duino, de Rainer Maria Rilke (Barcelona: Flaneur, 2020)
- Els himnes, d'Agustí Bartra (Proa, 2020)
- L'aire daurat. Com un núvol lleuger, de Marià Manent. Pròleg (Martorell: Adesiara, 2020)
- Quartet de tardor, de Barbara Pym. Pròleg (Sant Cugat del Vallès: Les Hores, 2021)
- Avern, de Louise Glück. Pròleg (Edicions del Buc, 2021)
- Buidar la casa dels pares, de Josefina Maymó. Pròleg (Barcelona: Trípode, 2023)
- Dietaris 1990-2017, de Mircea Cartarescu. Pròleg (Palma: Lleonard Muntaner, 2024)
- Aquest serà el principi, d'Anna Murià. Pròleg (Palma: Lleonard Muntaner, 2024)
- Poesia completa, d'Emily Dickinson. Pròleg (Barcelona: Edicions de 1984, 2025)

### Antologies poètiques a cura d'ell
- Poesia anglesa i nord-americana contemporània. Antologia, a cura de D. Sam Abrams, traduccions d'Agustí Bartra et al. Les Millors obres de la literatura universal. Segle XX, 86 (Barcelona: Edicions 62, 1994), ISBN 8429737243, ISBN 9788429737240.
- Oda a un ase i altres poemes (Barcelona: Cafè Central, 1999), antologia de la poesia índia.
- Generacions. Avis, mares, fills, oncles. Una antologia temàtica de poesia, a cura de D. Sam Abrams, Jaume Subirana i Víctor Sunyol (Vic: Eumo Editorial, 2001), ISBN 8476027249, ISBN 9788476027240.
- Tenebra blanca. Antologia del poema en prosa en la literatura catalana contemporània (Barcelona: Edicions Proa, 2001), ISBN 8484370852, ISBN 9788484370857.
- T'estimo. Més de cent poemes d'amor i de desig (Vic: Eumo Editorial, 2002).
- Imparables (Barcelona: Edicions Proa, 2004).
- 21 escriptores per al segle XXI, a cura de D. Sam Abrams, Àlex Broch, et al. (Barcelona, Edicions Proa i ECSA, 2004), ISBN 8484376648, ISBN 8477949867, antologia de 21 escriptores catalanes del segle xx, conté biografies, poemes i fragments de textos.
- Odes a Barcelona[6] (Barcelona: Ajuntament de Barcelona, 2012), col·lecció d'odes a la ciutat del 1840 al 2011.
- Llum a les golfes (Barcelona: Viena Edicions, 2019)
- Una vela en el mar blau. Antologia de poesia catalana moderna de tema grec (Figueres: Cal·lígraf, 2019)

### Antologies de prosa / narrativa a cura d'ell
- La mirada estrangera (Barcelona: Diputació de Barcelona i Edicions Proa, 2005), antologia de textos sobre Catalunya vista des de fora. ISBN 8484378020, ISBN 9788484378020.

### Traduccions
- Emily Dickinson. Jo no sóc ningú! Qui ets tu? Trad. de D. Sam Abrams. Vic: Cafè Central/Eumo, 2002.

## Premis
- 2010: Premi Carles Rahola d'assaig per Llegir Maragall, ara.[7]